# Meneer de Koekepeer
Dag Meneer de Koekepeer is een Nederlands woordgrapje dat vaak door kinderen gebruikt wordt als grapje. Hoe oud het is, is niet duidelijk, maar het werd in de jaren 60 en 70 van de twintigste eeuw zeker al gebruikt.
De tekst is ook bekend van een rijmpje
```
Meneer de Koekepeer
Hallo meneer de Koekepeer, bent u daar nu alweer?
Alle dagen kom ik u tegen, in de zon en in de regen.
Dag Mevrouw de Koekepauw.
Dat komt, ik kijk zo graag naar jou.
Alle dagen kom ik gauw, omdat ik zoveel van je hou!
Dan, meneer de Koekepeer, kus me maar, maar voor één keer!
Ach mevrouw de Koekepauw, ik denk dat ik jou gelijk maar trouw! 
```

Verder was een Nederlands kinder-animatieprogramma zo genoemd; dit was van 6 oktober 1991 tot 3 oktober 1993 op de Nederlandse Publieke Omroep te zien. Het werd uitgezonden door de VPRO. Meneer de Koekepeer werd gespeeld door Jan van Eijndthoven.
Meneer de Koekepeer is bedacht door Frans Lasès, die tevens de regisseur was. De serie was getekend en alleen het hoofd en de armen waren echt. Meneer de Koekepeer vertelde over van alles wat hij zoal op een dag meemaakt, maar wel zó dat het te begrijpen was voor kinderen. De kat van Meneer de Koekepeer heette heel toepasselijk "Poes de Koekepeer".
Tussen de aflevering van Dag Meneer de Koekepeer werden er ook andere animatieseries uitgezonden, zoals: Alfred Luister, Buk, Fiesta, Dzjengis Khan, Kleutergeleuter en Pinken Place. In totaal werden er 76 uitzendingen van Dag Meneer de Koekepeer gemaakt.
In 1992 won Frans Lasès de Cinekid Publieksprijs voor de animatieserie Dag Meneer de Koekepeer.
Dag meneer de koekepeer is ook een Nederlandstalig feestliedje uitgebracht in het jaar 1972 en geschreven door J.H. Grevelt, F.Pruim en J.de Haas

## De songtekst
```
Dag Meneer de Koekepeer
Ik wilde u wat zeggen maar nou weet ik het niet meer
```

```
Dag Meneer de Koekepeer
Ik kan het ook wel zingen maar mijn keel doet nogal zeer
```

```
Dag Meneer de Koekepeer
Ik ben vandaag wat hangerig, komt zeker door 't weer
```

```
Dag Meneer de Koekepeer
Ik blijf maar even binnen, dan gaat het straks wel weer
```

```
Dag Meneer de Koekepeer
Dag Koekepeer, wat een Meneer
```